# Albert Speer
Berthold Konrad Hermann Albert Speer (Mannheim, 19. ožujka 1905. – London, 1. rujna 1981.) bio je arhitekt i ministar naoružanja u nacističkoj Njemačkoj. Na Nürnberškom procesu preuzeo je moralnu odgovornost za svoja djela te je priznao ignorantnost po pitanju Holokausta. 
Pridružio se NSDAP-u 1931. godine, a njegova politička karijera trajala je punih 14 godina. Zahvaljujući vještim arhitektonskim sposobnostima bio je jedan od najvažnijih i najomiljenijih članova stranke te se u hijerarhijskom smislu popeo vrlo visoko. Bio je član Hitlerovog unutarnjeg kruga ljudi od velikog povjerenja. Osobno je napravio dizajn Hitlerove kancelarije i Zeppelinfelda, mjesta gdje su se održavali veliki nacistički skupovi. Speer je tijekom mandata također radio na velikoj rekonstrukciji Berlina. 
U veljači 1942. godine Hitler je Speera postavio kao ministra naoružanja i ratne proizvodnje. Speer je odgovoran za masovno povećanje nacističkog naoružanja, ali je masovna proizvodnja naglo počela padati nakon savezničkog bombardiranja tvornica 1943. godine. 
Nakon rata osuđen je na 20 godina zatvora zbog svoje uloge u nacističkom režimu. Tijekom služenja kazne pokušao se žaliti par puta, ali je ipak odslužio punu kaznu zatvora. Do izlaska na slobodu, 1966., objavio je dvije autobiografske knjige gdje je detaljno opisao vlastiti odnos s Hitlerom. Umro je od srčanog udara 1981. godine u Londonu. 

## Rani period života
Rođen je u Mannheimu u obitelji koja je financijski pripadala višem srednjem sloju. Bio je drugi od tri sina Luise Wilhelmine i Alberta Speera.:str. 5 1918. godine obitelj se preselila u Heidelberg.:str. 7. Speer je bio aktivni sportaš, tj. skijaš i planinar te je igrao ragbi za srednjoškolsku momčad.:str. 23 Htio je postati matematičar, ali mu je otac izjavio da ako odabere to zanimanje da će živjeti život bez novca, bez dobrog položaja i bez budućnosti.:str. 28 Umjesto matematike, Speer se tada odlučio za arhitekturu (išao je stopama svog oca i djeda).:str. 11.–13.
Studirao je arhitekturu na sveučilištu u Karlsruheu koja u to vrijeme nije uživala veliki ugled (zbog hiperinflacije nije imao novca kako bi pohađao bolju školu).:str. 9. Kada je 1924. godine kriza završila, prebacio se na respektabilnije učilište u Munichenu.:str. 63. 1925. godine ponovno se prebacuje, ovog puta na tehničko sveučilište u Berlinu. S 22 godine postao je asistent profesoru Heinrichu Tessenowu te se sprijateljio s Rudolfom Woltersom.:str. 10.–11.
Sredinom 1922. godine započeo je ljubavnu vezu s Margeretom Weber koja je bila kćer uspješnog zanatlije koji je zapošljavao 50-ak radnika. Unatoč protivljenju Speerove majke, oženili su se 28. kolovoza 1928. godine, a zajednički život započeli su tek sedam godina kasnije.:str. 47.–49.

## Pridruživanje NSDAP-u
Na počecima svoje karijere (1930.), izjavio je kako je apolitičan i da je na nacističke skupove odlazio pod pritiskom kolega studenata.:str. 79 1. ožujka 1931. godine učlanio se u NSDAP te je broj njegove članske iskaznice bio 474,481.:str. 15.–17.:str. 29.
1931. godine napustio je posao asistenta na fakultetu te se preselio u Mannheim. Radio je kod oca, menadžirao je nekretnine koje je obitelj Speer imala u nasljedstvu. 1932. godine odlazi u Berlin kako bi pomogao u organizaciji izbora za Reichstag, a dok je bio tamo njegov ga je prijatelj Karl Hanke preporučio Josephu Goebbelsu. Stranka ga je angažirala u obnovi stranačke zgrade u Berlinu, na što je on pristao. Nakon toga vratio se u Mannheim te je tamo ostao do Hitlerovog dolaska na vlast.:str. 28.–30.:str. 22.–25.
Organizatori stranačkog skupa u Nurembergu 1933. godine zamolili su Speera da napravi dizajn za skup te ga tako doveli u kontakt s Hitlerom. Nitko drugi nije mogao odobriti dizajn skupa te su ga poslali da ode kod Hitlera i osobno traži odobrenje za projekt. Hitler je projekt odobrio, a Speer je dobio prvi veći arhitektonski posao.:str. 100.–101.:str. 49.
Kratko nakon što je Hitler došao na vlast počeo je raditi na planovima za obnovu kancelarije. Na kraju 1933. godine Hitler je angažirao Paula Troosta da mu uredi kancelariju, a Troost je zaposlio Speera da mu vodi i nadzire gradilište.:str. 41 Hitler je svaki dan odlazio do Speera kako bi se informirao o stanju na gradilištu te eventualnim problemima na koje je proces naišao. Nakon jednog od tih kratkih sastanaka, Hitler je pozvao Speera na ručak, na što je Speer odgovorio potvrdno i s oduševljenjem.:str. 101.–103. Hitler je tijekom ručka rekao Speeru kako je u potrazi za mladim entuzijastičnim arhitektom koji će mu pomoći izgraditi Njemačku iz snova. Tako je Speer vrlo brzo postao dio Hitlerovog užeg kruga ljudi te stalni gost na Hitlerovim večerama.:str. 106.:str. 41.-42.

## Glavni arhitekt nacističkog režima
Kada je Hitlerov glavni arhitekt Paul Troost preminuo:str. 60 (21. siječnja 1934.), Speer ga je zamijenio te ga je Hitler postavio kao čelnika Glavnog ureda za konstrukciju. Jedan od prvih Speerovih projekata bio je stadion Zeppelinfeld  na kojemu su se održavali najveći nacistički skupovi i parade.:str. 59. Okupljalište je moglo primiti oko 340 000 ljudi, a Speerove odlične arhitektonske sposobnosti omogućile su da se veliki broj održi po noći kako bi se dobili dodatni svjetlosni efekti.:str. 131. Oko okupljališta bilo je postavljeno 130 protuzračnih svjetala, a Speer je cijeli projekt opisao kao njegov najljepši projekt.:str. 58.–59.
1936. godine održavale su se Olimpijske igre te je Njemačkoj trebao novi olimpijski stadion. Hitler je angažirao Wernera Marcha kao glavnog arhitetka, ali on nije uspio ispunuti Hitlerova očekivanja te je ubrzo smijenjen s projekta jer je Hitler ocijenio dizajn kao suviše moderan. Tada je angažirao Speera koji je dizajnu stadiona podario dodatni kameni eksterijer i učinio ga prihvatljivim.:str. 65.
1937. godine Hitler je postavio Speera kao glavnog inspektora za građevine u Berlinu, što je odgovaralo rangu podsekretara države u vladi Trećeg Reicha. Speer je u to vrijeme odgovarao isljučivo Hitleru i imalo je vrlo široke ovlasti u pogledu uređenja i upravljanja glavnim gradom.:str. 64.:str. 144. U to vrijeme Hitler je naredio Speeru da počme raditi na planovima za obnovu Berlina u kojima bi se kreirala pet kilometara duga glavna ulica pod nazivom Ulica veličanstvenosti.:str. 140 Speer je planirao i izgradnju nove velike skupštinske zgrade koja je trebala biti visoka 210 metara i kapaciteta za 180 000 ljudi. Početak Drugog svjetskog rata odgodio je ove projekte jer je Hitlerov proračun bio previše orijentiran na financiranje vojnih operacija. Hitler ga je također zaposlio kako bi izgradio novu vladarsku kancelariju. Zbog nedostatka novca u proračunu radnici su često morali raditi u smjenama od 12 sati. Kancelarija je dovršena 1939. godine, a šest godina kasnije djelomično je uništena u savezničkom bombardiranju.:str. 71.
U to vrijeme Speer je bio pod velikim psihološkim pritiskom, a nakon rata prisjetio se tih vremena:
Speer je podržavao invaziju na Poljsku:str. 115. iako je prepoznao kako bi ona usporila njegovu arhitektonsku karijeru. U svojim starim danima u jednom je intervju rekao kako je bio perfektno svjestan da Hitler želi dominirati svijetom. U to vrijeme nije tražio ništa bolje od toga. To je bio cilj njegovih zgrada. Izgledalo bi vrlo groteskno da je Hitler ostao unutar Njemačkih granica. Sve što je tada htio je da taj veliki čovjek (op. Hitler) dominira svijetom.:str. 186.
Kako se rat nastavljao Speer je nastavio raditi na projektima obnove velikih gradova te na usputnim projektima izgradnje infrastrukture za Wehrmacht i Luftwaffe.:str. 182. 1940. Staljin ga poziva da posjeti Moskvu zbog toga što je bio poprilično impresioniram njegovim arhitektonskim djelima u Parizu. Hitler mu taj posjet nije odobrio u strahu da će ga Staljin pogubiti.:str. 66.–67.:str. 69.

## Speer kao ministar naoružanja
Dana 2. veljače 1942. u zrakoplovnoj nesreći poginuo je tadašnji ministar naoružanja Fritz Todt. Speer, koji je došao u Rastenburg (mjesto odakle je Todtov zrakoplov uzletio), u zadnji je čas otkazao zajednički let s Todtom. Kasnije tog dana Hitler postavlja Speera kao Todtovog nasljednika. U svojoj knjizi Unutar Trećeg Reicha (eng. "Inside the Third Reich") prisjetio se kako je novi položaj prihvatio isključivo zato što mu je Hitler tako naredio. Speer je u knjizi također naveo kako je čuvši za Todtovu smrt, Hermann Göring brzo došao do Hitlerove kancelarije u nadi da će ga upravo on naslijediti.:str. 193.–196.
Speer je preuzeo ministarstvo naoružanja te je ubrzo shvatio kako Njemačka ekonomija nije dostigla dovoljnu proizvodnju koju zahtjeva rat. U to je vrijeme čak pet različitih institucija i autoriteta imalo nazor i kontrolu nad proizvodnjom oružja. Ministarstvo gospodarstva godinu je dana ranije (1941.) objavilo kako trenutne gospodarske prilike ne dopuštaju da se poveća proizvodnja oružja. U tvornicama oružja bile su zaposlene žene, i to u jako malom broju. Speer je ubrzo posjetio nekoliko tvornica u Berlinu te u pogonima za proizvodnju nije našao ni jednog radnika. Radnici su u to vrijeme radili samo jednu smjenu, a Speer je došao u poslijepodnevnim satima.:str. 139.–141.
Nakon tog prizora Speer je odlučio reformirati proizvodnju oružja. Prvi korak bila je centralizacija zapovijedanja o proizvodnji koju je trebao imati samo on. Tvornice su dobile veliki stupanj autonomje, a svaka se tvornica fokusirala i specijalizirala za proizvodnju jednog proizvoda.:str. 295. Speer je uživao veliku potporu Hitlera koji je jednom izjavio kako će potpisati svaki papir koji mu Speer proslijedi.:str. 143.) Zaposlio je stručnjake i visoko obrazovane ljude u tvornicama kako bi nadzirali pojedine pogone. Propisao je da nadzornik pogona ne smije biti stariji od 55 godina zbog toga što je smatrao da su stariji radnici podložni rutini i aroganciji.:str. 76. Ni jedan zamjenik nadzornika nije smio biti stariji od 40 godina. Hijerarhijski su poviše pogona bili centralni komiteti kojima je predsjedao Speer osobno, a tako je mogao kontrolirati sve procese unutar proizvodnje oružja. Joseph Goebbels je u lipnju 1943. u svom dnevniku zapisao kako je Speer još uvijek u vrhunskim odnosima s Führerom. On je istinski organizacijski genije.:str. 75 Speer je bio toliko uspješan da su unutar nacističke elite pri kraju 1943. godine kružile glasine kako bi mogao biti Hitlerov nasljednik.:str. 376.–377.
Speer je tijekom prosinca 1943. godine posjetio posebnu podzemnu tvornicu V-2 raketa u kojoj su radili zatvorenici iz koncentracijskih logora. Nakon rata u svojim je intervjuima izjavio kako je stanje u toj tvornici bilo nehumano i šokantno (samo tog prosinca umrlo je 5,7% ukupne radne snage).:str. 175.–176.:str. 370.
Tijekom 1943. godine saveznici su počeli bombardirati Njemačku. Speerova sreća bila je u tome što se nisu fokusirali za tvornice i pogone te je Speer mogao vrlo lako nadoknaditi sve potencijalne gubitke koje je imao. Unatoč povremenim gubicima nacistička proizvodnja tenkova u 1943. godini se udvostručila, a proizvodnja vojnih zrakoplova porasla je za 80%. Tvornice koje su proizvodile podmornice skratile su vrijeme proizvodnje jedne podmornice na dva mjeseca (do 1943. trebalo im je godinu dana). Proizvodnja je nastavila rasti do druge polovice 1944.:str. 168.–170.

### Od 1944. do kraja rata
U siječnju 1944. Speer je imao zdravstvenih problema uzrokovanih komplikacijama upale koljena. Tijekom njegove odsutnosti izgubio je dio ovlasti koje su uglavnom prenesene na Göringa i Martina Bormanna. Nakon rata Speer je tvrdio kako ga je čelni čovjek SS-a, Heinrich Himmler želio fizički izolirati od bilo kakvog daljnjeg utjecaja na nacističku politiku tako što mu je htio dodijeliti vlastitog liječnika koji bi napravio namjerne propuste u liječenju. Speera je potom liječio osobni prijatelj, Karl Brandt te mu se stanje polako popravljalo.:str. 330.–313.
Na početku 1944. saveznička bombardiranja postala su sve učestalija i razornija pa je Hitler odobrio osnivanje Jägerstaba - posebne vladine organizacije koja je za cilj imala poticanje i povećanje proizvodnje borbenih zrakoplova za potrebe Liftwaffea. Članovi Jägerstaba bili su pripadnici ministarstva avijacije, ministarstva naoružanja i neki članovi SS-a. Glavnu riječ u organizaciji imao je Speer, a pomagali su mu Karl Saur i Erhard Milch. Proizvodnja zrakoplova konstantno se povećavala do kraja 1944. godine, a do tada saveznici su uspješno uništili samo 9% proizvodnih kapaciteta Reicha.:str. 347.
U travnju 1944. godine Speer je izgubio određeni broj uloga u Reichu. Nedugo nakon toga poslao je Hitleru pismo u kojem nudi ostavku. Ernhard Milch znao je koliko je Speer sposoban te je govorio Hitleru kako treba nagovoriti Speera da se predomisli.:str. 210 Hitler je Speeru preko Milcha poslao pismo u kojemu je pisalo kako ga Hitler još uvijek smatra najkompetentnijim čovjekom te da ga iznimno cijeni. Nakon kratkog uvjeravanja od strane Milcha, Speer je pristao povući ostavku. 23. travnja 1944. Speer je posjetio Hitlera koji je pristao na sve moguće uvjete koje mu je Speer postavio.:str. 207.–212.:str. 232.–233.:str. 429.
Jägerstab, kojim je upravljao Speer, dobio je velike ovlasti nad kontrolom rada, proizvodnje i transporta resursa. Također je bio zadužen za kontrolu popravaka gradova i sela koji su bili bombardirani od strane saveznika. Tvornice kojima je Jägerstab zapovijedao imale su radni tjedan od 72 sata, a Milch je racionalizirao proizvodnju na samo nekoliko tipova zrakoplova.:str. 348 Uprava Jägerstaba oslanjala se na prisilni rad kako bi se povećao output zrakoplova. Zapisi pokazuju kako je Jägerstab od SS-a dobio preko 64 000 zatvorenika koji su bili prisiljeni raditi u tvornicama zrakoplova.:str. 45 Uzimajući u obzir visoku stopu smrtnosti u tvornicama, povjesničar Marc Buggeln procjenjuje kako je tijekom uprave Jägerstaba na projektima radilo preko 100 000 zatvorenika.:str. 46.–48.
Speerovo ime spominjalo se u kontekstu srpanjske urote. Na popisu za odstrijel koji su pronašli vojnici odani Hitleru pisalo je Speerovo ime, ali pokraj njega pisalo je onaj koga trebamo pobijediti.:str. 224.–226.
Kada je čuo da su saveznici u veljači 1945. godine osvojili cjelokupnu Šlesku industrijsku regiju, posao je pismo Hitleru u kojem tvrdi kako će gubici u proizvodnju ugljena biti ekstremno veliki. Napisao je kako će se proizvodnja smanjiti za 3/4 te je napomenuo Hitleru da je rat bez kontrole Šleske definitivno izgubljen.:str. 1096-1097
U veljači 1945. Speer je radio na opskrbi područja koja će uskoro biti okupirana. 19. ožujka Hitler je izdao dekret u kojemu propisuje da nacističke trupe prilikom povlačenja iza sebe ostave spaljenu zemlju.:str. 250.–251. Hitlerov dekret naljutio je Speera koji mu se odlučio suprotstaviti i reći kako je rat sigurno izgubljen.:str. 486.–492.  Nakon konfrontacije Hitler mu je dao 24 sata da razmisli o svom ostanku, nakon čega je Speer rekao da bezuvjetno stoji iza njega.:str. 4.–6. Speer je zahtijevao ekskluzivno upravljanje nad provedbom dekreta te je pokušao spasiti industriju, odnosno žrtvovati što manje ljudi i tvornica koje će se morati koristiti nakon rata.:str. 498.–504.
Kada je nacistički režim pao, Speer je bio u relativno sigurnom području oko Hamburg. Odlučio se za zadnji riskantni potez, posjetiti Hitlera u Berlinu. Posjetio je Führerbunker, utvrdu koja je pružala zaštitu Hitleru, pogotovo od zračnih napada, gdje su on i Hitler imali dugi razgovor.:str. 263–70 Hitler je u tom razgovoru rekao Speeru kako je spreman počiniti samoubojstvo te je želio da mu se tijelo spali.:str. 263.–270. Sljedećeg jutra Speer je napustio Führerbunker te je obišao oštećenu kancelariju.:str. 263.–270. Vratio se u Hamburg. 29. travnja, dan prije nego što je Hitler počinio samoubojstvo, napisao je političku oporuku u kojoj je napisao da je Speera potrebno smijeniti te na njegovu poziciju postaviti njegovog podčinjenog, Karla Saura.:str. 234.